# Pambolus americanus
Pambolus americanus är en stekelart som först beskrevs av William Harris Ashmead 1892.  Pambolus americanus ingår i släktet Pambolus och familjen bracksteklar. Inga underarter finns listade i Catalogue of Life.